# Dennis O'Keefe

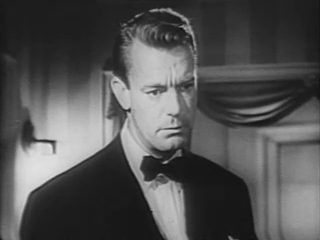
Dennis O'Keefe.

Dennis O'Keefe, född 29 mars 1908 i Fort Madison, Iowa, död 31 augusti 1968 i Santa Monica, Kalifornien, var en amerikansk skådespelare. O'Keefe började som filmstatist i början av 1930-talet, och det var först efter 1940 som han började få större och krediterade roller på film. Han medverkade totalt i över 200 filmer och spelade i såväl komedi som film noir och thrillers.

## Filmografi, urval
- 1941 – En förbryllande natt
- 1943 – Skräckdagar i Prag
- 1944 – Svartsjuka fruar
- 1944 – Kjolfeber
- 1945 – En stackars miljonär
- 1945 – Susans kärleksaffärer
- 1947 – VanäradVanärad (film)
- 1948 – Reptilen
- 1948 – Atlantis
- 1950 – Vittnet som försvann
- 1961 – Alle man på däck